# Fortaleza de Ivangorod

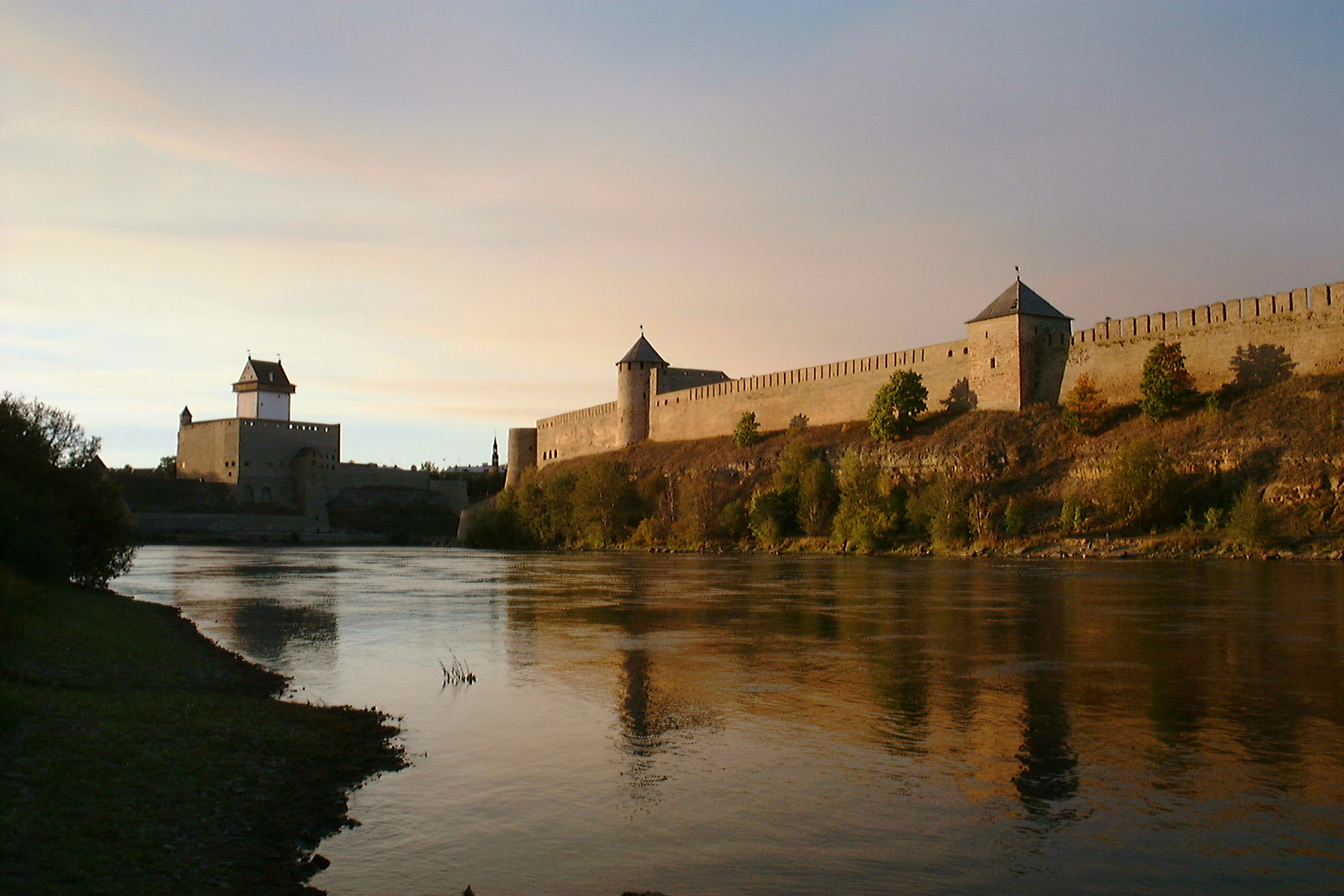
A fortaleza reconstruída de Narva (à esquerda) com vista para a fortaleza de Ivangorod (à direita).

A Fortaleza de Ivangorod localiza-se à margem do rio Narva, em Ivangorod, na Rússia.
Trata-se de uma fortificação que remonta à Idade Média, iniciada por Ivan III em 1492. Situa-se no lado oposto do rio fronteira ao Castelo de Narva e à cidade de Estônia de Narva.